# Mulondo
Mulondo è una municipalità di quarta classe delle Filippine, situata nella Provincia di Lanao del Sur, nella Regione Autonoma nel Mindanao Musulmano.
Mulondo è formata da 26 baranggay:
- Bagoaingud
- Bangon
- Buadi-Abala
- Buadi-Bayawa
- Buadi-Insuba
- Bubong
- Bubonga Guilopa
- Cabasaran
- Cairatan
- Cormatan
- Dalama
- Dansalan
- Dimarao

- Guilopa
- Ilian
- Kitambugun
- Lama (Bagoaingud)
- Lilod
- Lilod Raybalai
- Lumbac (Lumbac Bubong)
- Lumbaca Ingud
- Madaya
- Pindolonan
- Poblacion (Dado)
- Salipongan
- Sugan